# Пенати
Пена̀ти (на латински: Penātes, от penus – „хранителни запаси“) – в Римската митология са божества пазители, чийто култ е свързан с обожествените духове на умрелите предци. Римляните имали два вида пенати: домашни и обществени. Домашните били наследствените духове-покровители, пазители на дома, на запасите от храни. Техните изображения се намирали до огнището. Обществените пенати били пазителите на държавата и на нейното благополучие. В тържествените клетви те били призовавани заедно с Юпитер. Статуйките им, които Еней донесъл от Троя, отначало се пазели в Лавиний, а впоследствие били съхранявани в храма на Веста в Рим.